# فهرست حوزه‌های برق
فهرست حوزه‌های برق فهرستی از حوزه‌های صنعت برق در هر کشور یا منطقه‌ای در دنیا است.

## آفریقا
- برق در جمهوری کنگو
- برق در اتیوپی
- برق در گهانا
- برق در کنیا
- برق در نیجریه
- برق در آفریقای جنوبی

## آسیا
- برق در بنگلادش
- برق در برونی
- برق در چین
  - برق در هنگ کنگ
  - برق در ماکو
- برق در هند
- برق در ژاپن
- برق در مغولستان
- برق در کره شمالی
- برق در پاکستان
- برق در فیلیپین
- برق در سنگاپور
- برق در کره جنوبی
- برق در سری‌لانکا
- برق در تایوان

## خاورمیانه
- برق در مصر
- انرژی در ایران
- برق در عراق
- برق در عربستان

## اروپا
- برق در بلژیک
- Electricity sector in the Czech Republic
- برق در دانمارک
- برق در استونیایی
- برق در فنلاند
- برق در فرانسه
- برق در آلمان
- برق در ایسلند
- برق در ایرلند
- برق در ایتالیا
- برق در کوسوو
- برق در لکسامبورگ
- برق در نیوزیلند
- برق در نورسوی
- برق در روسیه
- برق در اسپانیا
- برق در سوئیس
- برق در اسویچرلند
- برق در انگلیس
  - برق سبز در انگلیس

## آمریکای شمالی
- انرژی الکتریکی در کانادا
  - تاریخچه برق در کانادا
- برق در جمهوری دومنیکن
- برق در السالوادور
- برق در هایتی
- برق در هندوراس
- برق در مکزیک
- برق در نیکاراگوئه
- برق در آمریکا

## اقیانوسیه
- برق در استرالیا
  - برق سبز در استرالیا
  - تاریخچه برق در کوئین اسلند
- برق در نیوزیلند
  - Renewable electricity in New Zealand

## آمریکای جنوبی
- برق در آرژانتین
- برق در برزیل
- برق در چیلی
- برق در کلومبیا
- برق در کوبا
- برق در گویانا
- برق در پاراگوئه
- برق در پرو
- برق در اروگوئه
- برق در ونزوئلا